# Victoria Rosport
Football Club Victoria Rosport – klub piłkarski z miasta Rosport, we wschodnim Luksemburgu.

## Historia
Victoria Rosport została założona 1 października 1928. W 1930 klub został przyjęty do Luksemburskiego Związku Piłki Nożnej i po raz pierwszy wziął udział w rozgrywkach ligowych. W sezonie 1937/1938 awansował do 2. Ligi (4. liga), ale w 1940, w związku z zajęciem Luksemburga przez Wehrmacht, rozgrywki w kraju musiały zostać przerwane. Klub reaktywowano w 1945.
Początkowo grała w 3. Lidze (5. liga). W sezonie 1969/1970 po raz pierwszy awansował do Éierepromotioun. Sezon 2001/2002 zakończył się dla klubu pierwszym w historii awansem do najwyższej klasy rozgrywkowej w kraju, tj. Nationaldivisioun.
Czwarte miejsce w sezonie 2004/05 pozwoliło Rosportowi na udział w Pucharze Intertoto w następnym sezonie. Tam jednak Victoria odpadła w pierwszej rundzie, przegrywając 1:2 i 1:3 z IFK Göteborg.
W sezonie 2007/08 pod wodzą niemieckiego trenera Reinera Brinsy Victoria przegrała 1:4 z CS Grevenmacher w finale Pucharu Luksemburga.

## Obecny skład
stan na 19 lipca 2023
| Nr | Poz. | Piłkarz                   |
| -- | ---- | ------------------------- |
| 4  | PO   | Michel Bechtold           |
| 5  | OB   | Gilles Feltes             |
| 6  | OB   | Goncalo Fernandes         |
| 7  | PO   | Kevin Marques             |
| 8  | PO   | Joé Araujo                |
| 10 | NA   | Yan Bouché                |
| 11 | PO   | Andre Redekop             |
| 13 | PO   | Ben Vogel                 |
| 19 | NA   | Milislav Popovic          |
| 20 | PO   | Stan Tombini              |
| 21 | PO   | Ernesto Carratala-Jimenez |

| Nr | Poz. | Piłkarz            |
| -- | ---- | ------------------ |
| 22 | BR   | Niklas Bürger      |
| 23 | OB   | Eric Brandenburger |
| 24 | PO   | Dans Spruds        |
| 27 | OB   | Johannes Steinbach |
| 30 | OB   | Juri Amidon        |
| 31 | BR   | Tim Schilz         |
| 40 | NA   | Glen Habimana      |
| 44 | PO   | Yanick Kissi       |
| 77 | OB   | Albert Ferreira    |
| 99 | BR   | Bobby Jiang        |

## Stadion
Party-Rent-Arena znajduje się bezpośrednio nad rzeką Sûre, która stanowi granicę niemiecko-luksemburską. Wcześniejsze nazwy obiektu brzmiały VictoriArena i Terrain um Camping.
Klub korzysta również z boiska ze sztuczną murawą w Ralingen, sąsiednim mieście w Nadrenii-Palatynacie.

## Sekcja kobiet
Od 2006 Victoria Rosport także sekcję kobiecej piłki nożnej. W 2014 i 2016 awansowała do Dames Ligue 1 (pierwsza liga). W sezonie 2016/17 po raz pierwszy dotarły do finału pucharu krajowego, w którym przegrały 1:4 z FC Mamer 32.

## Europejskie puchary
Legenda do wszystkich tabel:
- Q – runda eliminacyjna, 1/16, 1/8, 1/4, 1/2 – odpowiednia faza rozgrywek, Grupa – runda grupowa, 1r gr – pierwsza runda grupowa, 2r gr – druga runda grupowa, F – finał, R – runda, PO – play-off
- k. – rzuty karne, los. – losowanie, Dogr. – dogrywka, w. – zasada bramek strzelonych na wyjeździe

| Sezon | Rozgrywki        | Runda | Klub         | Dom | Wyjazd | Ogólnie |
| ----- | ---------------- | ----- | ------------ | --- | ------ | ------- |
| 2005  | Puchar Intertoto | 1R    | IFK Göteborg | 1–2 | 1–3    | 2–5     |